# Campionati del mondo di ciclismo su strada 1957 - Gara in linea maschile Professionisti
La ventiquattresima edizione della gara in linea maschile Professionisti ai campionati del mondo di ciclismo su strada si svolse il 18 agosto 1957 su un percorso di 285,6 km con partenza ed arrivo da Waregem, in Belgio. Fu vinta dal belga Rik Van Steenbergen, che completò il percorso in 7h43'10", alla media di 37,59 km/h, precedendo i francesi Louison Bobet e André Darrigade. Accreditati alla partenza furono 71 ciclisti: di questi 70 presero il via e 41 portarono a termine la competizione.
Van Steenbergen ottenne il terzo titolo mondiale della sua carriera, dopo quelli del 1949 e del 1956, eguagliando Alfredo Binda a quota tre iridi.

## Percorso
Il circuito, di 23,8 km da ripetere 12 volte, era sostanzialmente pianeggiante, con il modesto colle di Vossenhol di 88 m s.l.m. come punto più alto.

## Squadre partecipanti
| N.    | Cod. | Squadra        |
| ----- | ---- | -------------- |
| 1-8   | RFT  | Germania Ovest |
| 13-14 | AUS  | Australia      |
| 15    | AUT  | Austria        |
| 16-26 | BEL  | Belgio         |
| 28-31 | DEN  | Danimarca      |
| 32-35 | ESP  | Spagna         |
| 36-46 | FRA  | Francia        |

| N.    | Cod. | Squadra       |
| ----- | ---- | ------------- |
| 48-55 | GBR  | Gran Bretagna |
| 62-72 | ITA  | Italia        |
| 73    | LIE  | Liechtenstein |
| 74-77 | LUX  | Lussemburgo   |
| 78-87 | NLD  | Paesi Bassi   |
| 89-97 | SUI  | Svizzera      |

## Ordine d'arrivo (Top 10)
| Pos. | Corridore           | Squadra     | Tempo    |
| ---- | ------------------- | ----------- | -------- |
| 1    | Rik Van Steenbergen | Belgio      | 7h43'10" |
| 2    | Louison Bobet       | Francia     | s.t.     |
| 3    | André Darrigade     | Francia     | s.t.     |
| 4    | Rik Van Looy        | Belgio      | s.t.     |
| 5    | Fred De Bruyne      | Belgio      | s.t.     |
| 6    | Jacques Anquetil    | Francia     | s.t.     |
| 7    | Léon Van Daele      | Belgio      | a 12"    |
| 8    | Germain Derycke     | Belgio      | s.t.     |
| 9    | Julien Schepens     | Belgio      | s.t.     |
| 10   | Marcel Ernzer       | Lussemburgo | s.t.     |